# Estancia Grande
Estancia Grande é um município da província de Entre Ríos, na Argentina.